# マラティヤ
座標: 北緯38度20分55秒 東経38度19分10秒 / 北緯38.34861度 東経38.31944度マラティヤ（マラトヤ、トルコ語: Malatya; ヒッタイト語：Melid; ギリシア語: Μαλάτεια, Malateia; クルド語: Meleti; アルメニア語: Մալադիա）はトルコ中部東アナトリア地方の都市で、マラティヤ県の県都。ユーフラテス川上流部の西岸に広がる標高950mの平原上に位置するアナトリア高原の古都で、ヒッタイト帝国以来の歴史を持つ。人口は2009年国勢調査で411,181人。
2012年の行政区画改編により、マラティヤ県とマラティヤ大都市自治体は同一の範囲となっており、元のマラティヤ市は隣接する自治体に分割され消滅した。

## 名称と概要
ヒッタイト時代の記録にはメリド（Melid）という都市の名が登場しており、これが現在のマラティヤにつながっている。ヒッタイト語でメリドとは、この地の主産品であったハチミツを意味した。マラティヤとバッタルガーズィー（Battalgazi）との市境に近いアルスラーンテペ（Arslantepe）という集落にある遺跡がメリドの旧跡と推定されている。このアルスラーンテペの遺丘は2021年にUNESCOの世界遺産に登録された。メリドの衰退後、別の場所に新たな町が作られ、ローマ帝国時代にはメリテネ（Melitene）というラテン語名で知られた。
ローマ帝国から東ローマ帝国を経てオスマン帝国までの時期にかけてのメリテネ/マラティヤの市街地は、マラティヤの20km離れた隣町バッタルガーズィーにあった。しかし19世紀以降、現在のマラティヤ市街地の場所へと人口や都市機能が移転し、古くからのマラティヤの町は「エスキマラティヤ」（Eskimalatya、旧マラティヤ）と呼ばれるようになった。現在、旧マラティヤの町は8世紀のムスリム戦士シディ・バッタル・ガーズィーにちなんでバッタルガーズィーと改名されている。

## 歴史

### 古代のマラティヤ
マラティヤ郊外の農村地帯にある集落アルスラーンテペ（Arslantepe）には、肥沃な三日月地帯に農業が起こった時期から人が暮らしてきた遺跡が残っている。古代、この遺跡はメリド（Melid）、メリッドゥ（Meliddu）、マラディヤ（Maladiya）などと呼ばれる都市であった。青銅器時代には、メリドはイスワ（Isuwa、Išuwa、イシュワ）王国に属する地方行政の中心となり、頑丈に要塞化されていた。これはおそらく、西からのハッティ（ヒッタイト）の脅威に対抗するためと考えられる。
ヒッタイトは紀元前14世紀にメリドを征服するが、ヒッタイトの滅亡後は、メリドは新ヒッタイト（シリア・ヒッタイト）に属する小国家のひとつカマンヌ（Kammanu）の中心となった。新ヒッタイトの時代、メリドは古くからのヒッタイトの伝統を継承する都市であった。1930年代にフランスの考古学者ルイ・デラポルテ（Louis Delaporte）が発掘に着手したアルスラーンテペ遺跡では、城壁内から宮殿が見つかっており、ライオンや支配者らの姿を刻んだ新ヒッタイト時代の彫像や浮彫が見つかっている。
アッシリアの王ティグラト・ピレセル1世（紀元前1115年 - 1077年）によりメリドは征服され、以後アッシリアへの貢納を払い続けることになった。しかしメリドは、アッシリア王サルゴン2世の軍によって紀元前712年に制圧され略奪されるまで都市としての繁栄を続けた。サルゴン2世による略奪と相前後して、アナトリアにはキンメリア人とスキタイ人が侵入し、以後メリドは衰退していった。
アケメネス朝とセレウコス朝の支配下で新たな場所に街が建てなおされた。アナトリアを征服したローマ帝国はこの新たな街であるメリテネ（Melitene）に第12軍団フルミナタを置いた。メリテネはアナトリア東部のアルメニア人居住地域のうち、アルメニア王国の西に広がる小アルメニア（P'ok'r Hayk'、ローマ帝国支配下の地域）全体の中心となった。4世紀に東ローマ帝国皇帝テオドシウス1世がローマ領アルメニアを第一アルメニア属州（セバステイア、現在のスィヴァスを中心とする）と第二アルメニア属州に分割し、メリテネは第二アルメニアの中心地となっている。

### 中世
ユスティニアヌス1世（527年 - 565年）の治世には地方行政改革が行われ、メリテネは第三アルメニア属州の中心となった。575年（または576年）にはサーサーン朝のホスロー1世の進撃を東ローマの将軍ユスティニアヌスが食い止めた戦いがメリテネで起きた。

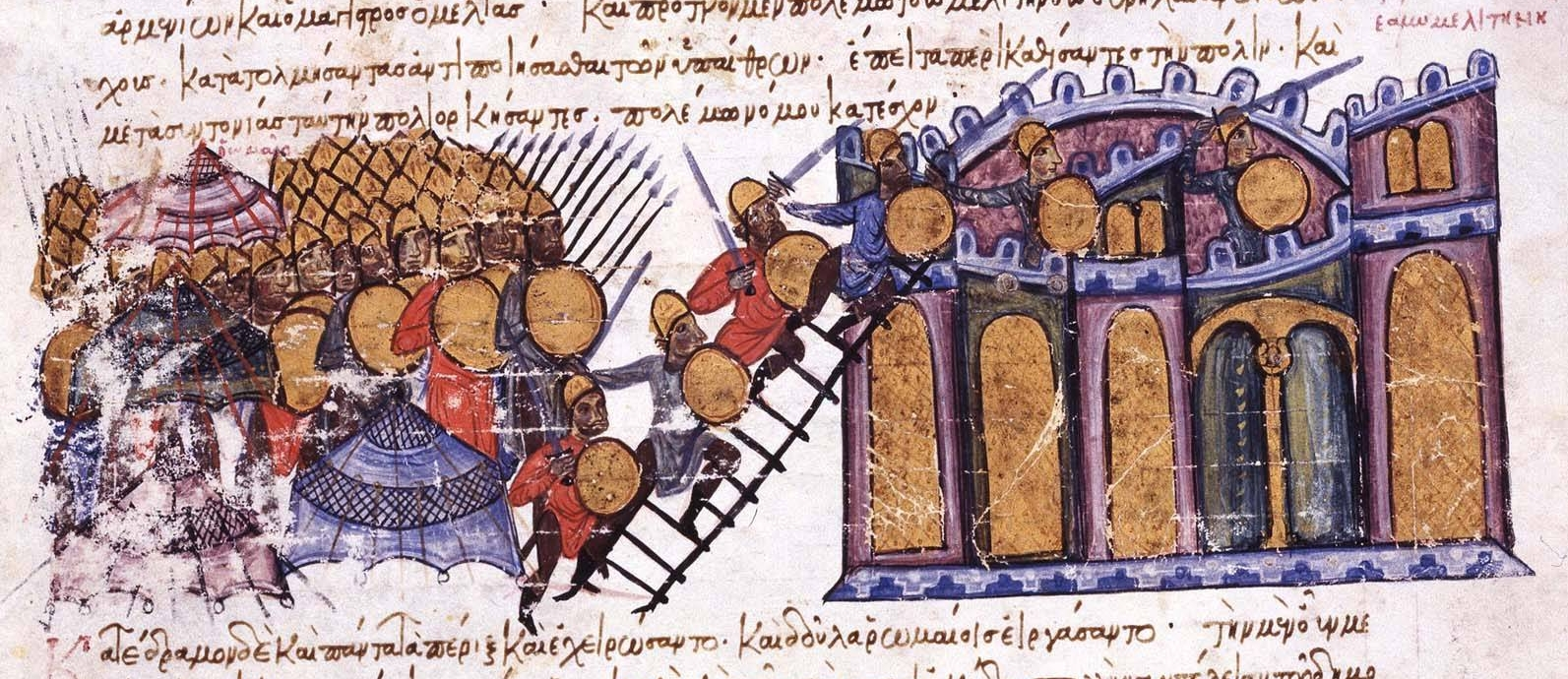
東ローマ軍によるメリテネ占領（934年）

しかし638年には正統カリフ時代のイスラム帝国がメリテネを征服し、以後アッバース朝時代まで、メリテネはアラブによるアナトリア征服の拠点都市になり、東ローマに対する脅威となった。9世紀には、アッバース朝のもとで半ば独立状態にあったアミール（総督）のウマル・アル＝アクタの本拠地となった。ウマルは当時の東ローマ最大の脅威になったが、863年にアナトリア北部パフラゴニア のララカオン川で起こったララカオンの戦いで殺された。東ローマは何度もメリテネを攻撃したが、927年から934年にかけての高名な将軍ヨアニス・クルクアスによる戦役までメリテネを落とすことはできなかった。この戦役ではメリテネは何度も東ローマの属国の地位を受け入れたり放棄したりし、934年5月に最終的に東ローマによって征服された。ムスリムの住民は追放されるか改宗させられ、ギリシア人やアルメニア人が代わりにメリテネへ移住してきた。
10世紀にはニケフォロス2世フォカスがシリア正教会のアンティオキア総主教を説得し、信徒ともどもメリテネ一帯へ移動させた。この時に移住したシリア人たちがメリテネやその周辺の都市に主教区を創設している。

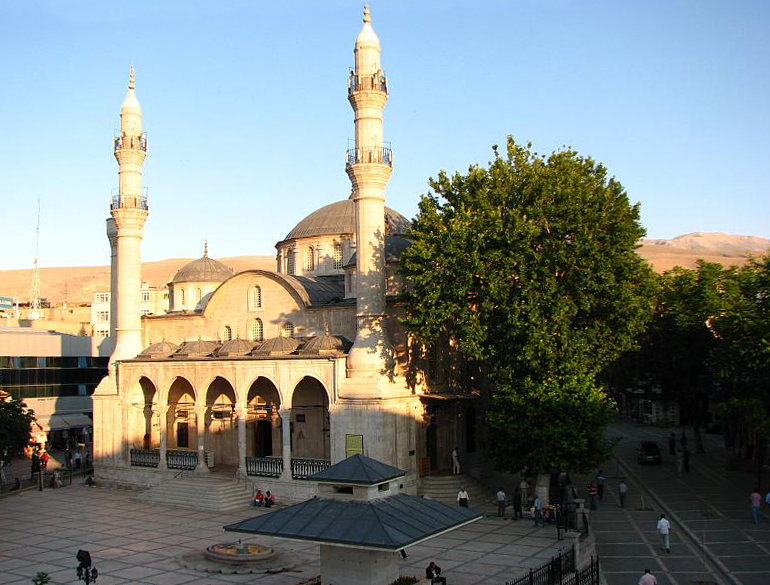
ハジ・ユースフ・モスク

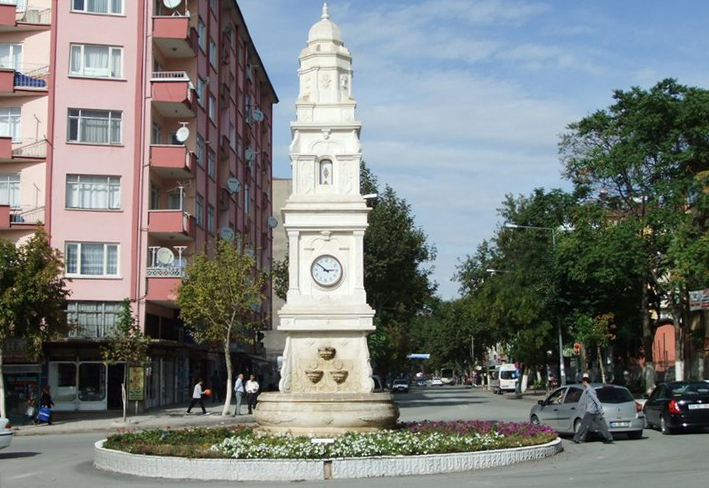
マラティヤの時計塔

1071年にマンジケルトの戦いで東ローマが敗北したことによりアナトリアにテュルク人が多数侵入し、以後メリテネもテュルク系勢力に影響されるようになった。11世紀末にはアルメニア人の正教徒であるガブリエル（メリテネのガブリエル）がメリテネを支配した。彼はエデッサのトロス（第1回十字軍の際にブーローニュのボードゥアンに殺された）と同様、アルメニア系の東ローマの軍人フィラレトス・ブラカミオス（Philaretos Brachamios）の部下のアルメニア人武将であった。カッパドキアやキリキアで東ローマから半独立状態にあったブラカミオスが1086年に没すると、エデッサのトロスやメリテネのガブリエルらは自立した政権を築いた。メリテネのガブリエルは、一帯を版図とするテュルク系のダニシュメンド朝のベイリクに支援されてメリテネを統治したが、1100年以降は十字軍の指導者たちに大いに肩入れするようになった。ガブリエルは特に、エデッサ伯国を築いたブーローニュのボードゥアンと、アンティオキア公国のボエモン1世を支援した。ガブリエルは娘のモーフィアをエデッサ伯ボードゥアン2世に嫁がせ、持参金にベザント金貨5万を持たせた。アンティオキア公ボエモン1世はガブリエルを支援するためにメリテネに出兵したが（メリテネの戦い）、ダニシュメンド朝に敗北して捕虜となるとガブリエルはボエモン1世を解放するための身代金を準備している。
ダニシュメンド朝の軍勢に包囲されたメリテネはエデッサ伯ボードゥアンにより一旦は救援された。しかし1101年9月には、1101年の十字軍を敗北させたダニシュメンド朝がメリテネを征服しガブリエルを討ち取った。ボードゥアン2世は他の女性と結婚するために、1113年にはモーフィアを修道院に出家させている。イコニウムを都とするルーム・セルジューク朝が12世紀末にダニシュメンド朝のベイリクを討ち取り、メリテネはルーム・セルジューク朝の手に落ちた。1243年にはモンゴル帝国が侵入し、メリテネでも多くの市民が市外へ逃れた。シリア正教会主教のディオニュシオスがモンゴル軍と交渉し、メリテネは無血開城して略奪されずに済んだ。13世紀終わりにはマムルーク朝の一部となり、1515年にはオスマン帝国の一部となった。

### 近現代
1838年に現在のマラティヤの市街地が建設された。それまでのマラティヤ/メリテネの市街地は「エスキマラティヤ」（Eskimalatya、旧マラティヤ）と呼ばれるようになった。現在、旧マラティヤの町は8世紀のムスリム戦士シディ・バッタル・ガーズィーにちなんでバッタルガーズィーと改名されている。
アルメニア人の多かったマラティヤは、19世紀末から20世紀初頭の反アルメニア人運動の舞台ともなった。特に1894年から1896年にかけてアナトリアで起こったオスマン帝国の軽騎兵部隊ハミディイェなどによるアルメニア人虐殺では、女子供や老人など7,500人以上が殺された。事態の落ち着いた後にマラティヤに派遣された赤十字は、アルメニア人の家屋1,500軒が略奪され375軒が焼かれたと結論付けた。
1913年版カトリック百科事典では、マラティヤの人口は3万人で、トルコ人が多数を占めアルメニア人は3,000人ほどであり、そのうち800人がカトリックだったという。しかし、アルメニア・ソビエト百科事典ではマラティヤの人口は4万人ほどでうち2万がアルメニア人だったともされる。市内にある5箇所のキリスト教会のうち3箇所はアルメニア人のものだった。アルメニア人は商業・養蚕・農業などに携わっていた。しかし第一次世界大戦中の1915年、マラティヤはオスマン帝国軍に包囲され、アルメニア人住民は南方のシリア砂漠へ向けた死の行進へと送られた。これを生き残ったアルメニア人はアナトリアへ戻らず、欧米各国に離散した（アルメニア人のディアスポラ）。
2012年の行政区画改編により、マラティヤ県全域はマラティヤ大都市自治体に指定され、旧マラティヤ市は解体され、所属だった地域は隣接するバッタルガズィとイェシルユルトに編入された。

## 経済

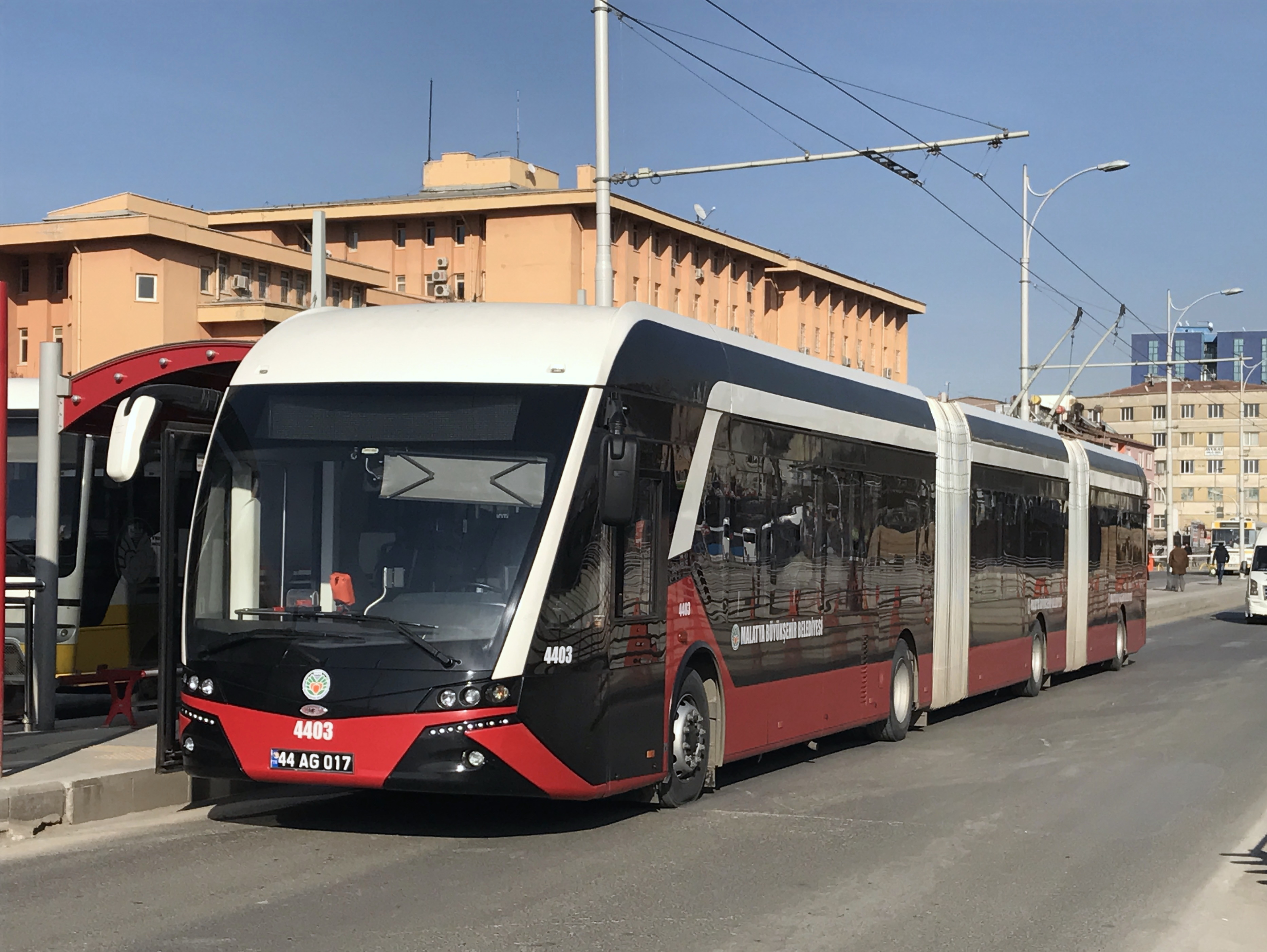
マラティヤのトロリーバス

マラティヤ付近の経済は農業が主で、世界のドライアプリコット（乾燥アンズ）の65から80%がマラティヤ周辺で生産される。トルコ国内の生食用アンズの50%、乾燥アンズの95%がマラティヤで生産されている。アンズは中央アジア原産だが、ユーフラテス上流部の肥沃な土壌と気候に恵まれ質の良いアンズのできるマラティヤが世界有数の産地となるに至った。乾燥アンズは家族経営の農場で、昔ながらの日干しで作られている。その他の産業は、食品工業と繊維業などとなっている。

### 交通
マラティヤはトルコ東部の鉄道網や道路網の要衝であり、近隣の町村への交通の中心になっている。鉄道駅は町の中心の3km西にあり、北の黒海岸のサムスンから南のシリアのアレッポへ南北に走る路線上にある。ここからはエラズーやディヤルバクルへの列車が出ている。町の中心の5km西にあるバスターミナルからはアンカラ、イスタンブール、ガズィアンテプなど主要都市へのバスが出ている。
マラティヤ空港（Erhaç Airport）は市の中心の26km西にあり、毎日トルコ国内の主要都市へ定期便があるほか、夏の間は国際便も飛び、主にドイツに住むトルコ人が帰郷に使っている。

## 文化

### 料理

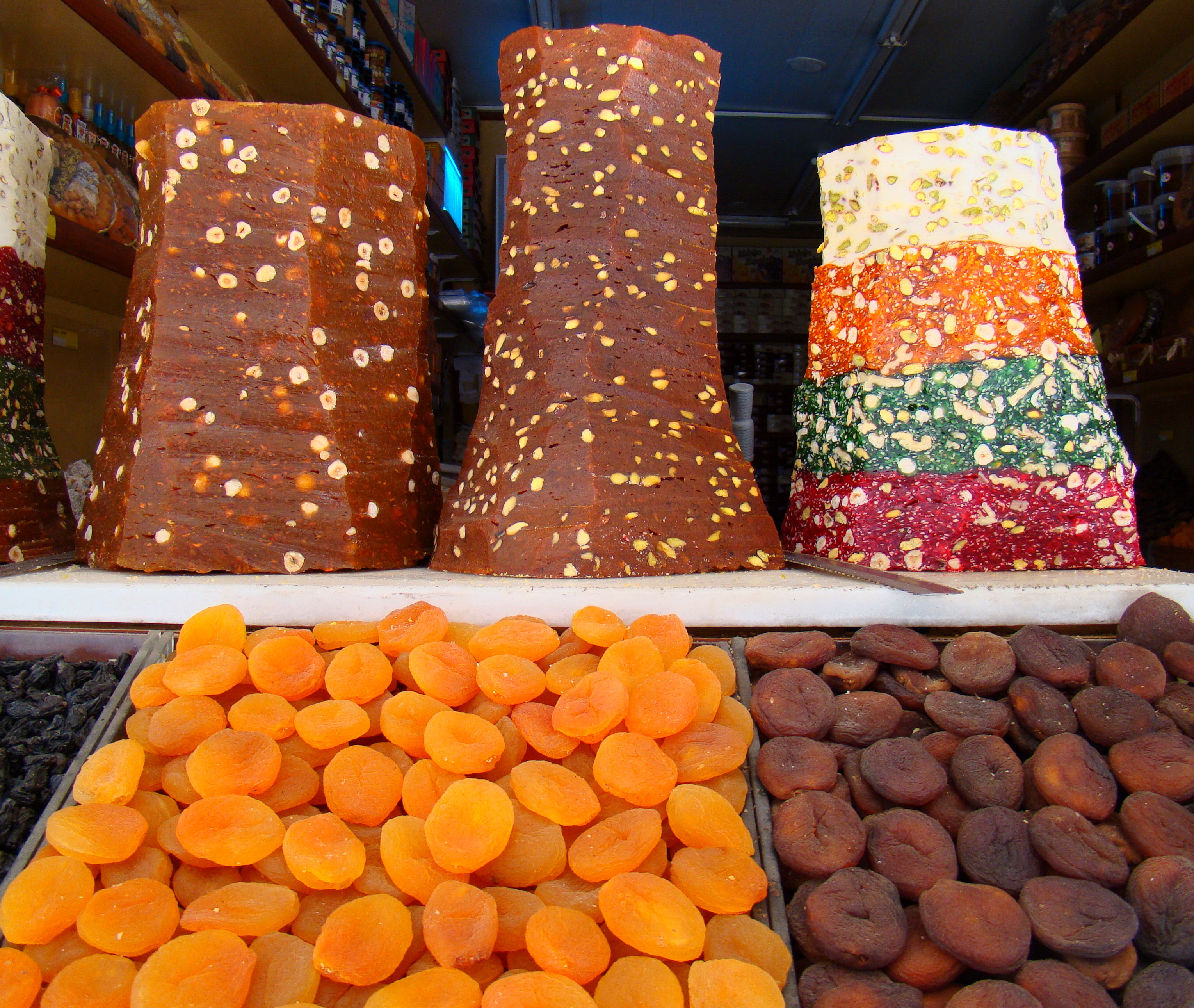
マラティヤのアンズのデザート

ケバブなど様々な料理に使われる肉団子（キョフテ、köfte）と、デザートに使われるアンズが、マラティヤの食文化の主な位置を占める。小麦粉など様々な材料を混ぜて作るキョフテには70種を超える種類がある。その他の郷土料理には、油を塗った紙などで羊肉や野菜をくるんで作るカウト・ケバブ（Kağıt Kebabı）がある。

### 祭事
1978年からマラティヤ見本市とアンズフェスティバルが毎年7月に開催され、マラティヤとアンズを広く広報する機会になっているほか、生産者らが一堂に会する場になっている。見本市の期間はスポーツ大会やコンサート、アンズ生産のコンテストも行われる。その他、マラティヤ県内では、夏にはサクランボやブドウなどの祭りが様々な町で開催されている。

### 教育

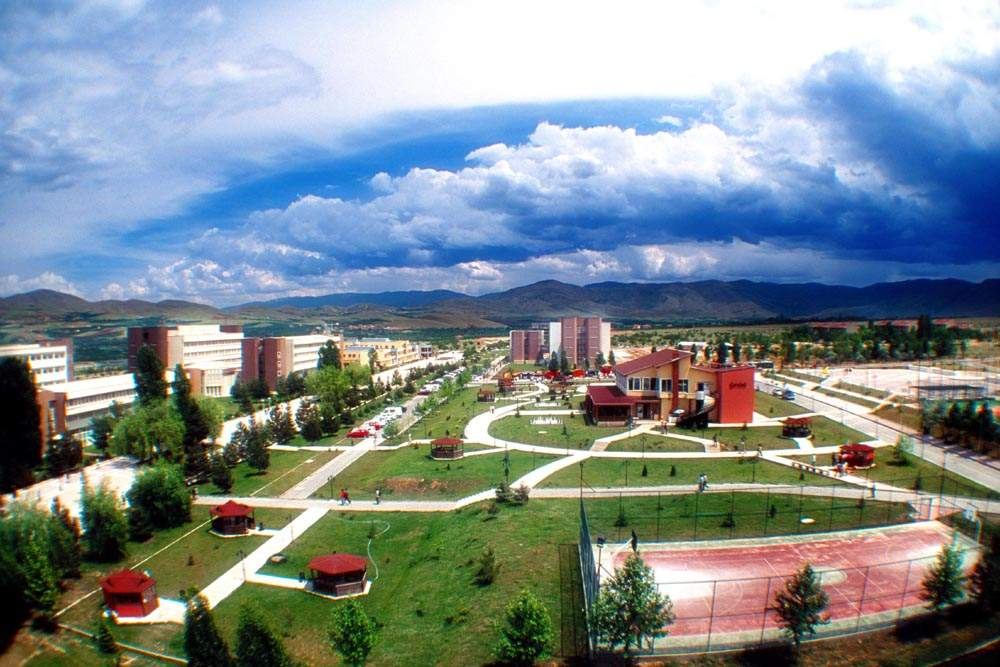
イノニュ大学キャンパス

トルコ東部でも最大級の大学であるイノニュ大学（İnönü Üniversitesi）がマラティヤにある。1975年に創立したイノニュ大学はマラティヤ南部のキャンパスに9つの学部と3つの研究所を有し、2,500人の教職員と20,000人の学生を擁する。

## 出身者
マラティヤはトルコの歴代大統領10人のうち2人の出身地である。
- イスメト・イノニュ - 第2代大統領、オスマン帝国末期の軍人でトルコ革命時の英雄
- トゥルグト・オザル - 第8代大統領、1983年から1989年まで首相

- ビュレント・コルクマズ - サッカー選手、監督
- グーカン・サキ - K1ファイター
- アトム・エゴヤン - アルメニア系カナダ人の映画監督、祖先がマラティヤ県の出身